# アレルギー性気管支肺アスペルギルス症
アレルギー性気管支肺アスペルギルス症（アレルギーせいきかんしはいアスペルギルスしょう、英: allergic bronchopulmonary aspergillosis、ABPA）は、アスペルギルス属のカビが原因で気管支炎などのアレルギー症状が引き起こされる病気。アレルギー性気管支肺真菌症（allergic bronchopulmonary mycosis、ABPM）の一種。呼吸器専門医師以外には、まだあまり知られていないため、他の病気と誤診されることもある。

## 概要
ABPAはアスペルギルス属Aspergillusのカビ、とりわけアスペルギルス・フミガーツス(A. fumigatus (Aspergillus fumigatus) )が原因で起こる。A. nigerやA. flavusが原因となることもある。気管支喘息や嚢胞性線維症の患者は感染すると発症しやすい。このカビは生活常在菌の一つなので、その胞子はいたるところに存在する。例えば健康な人の唾液の中にも存在する。
喫煙等による肺粘膜の損傷部分に入り込み、アレルギー症状を引き起こすとされ、気管支炎、肺炎、気管支喘息などの症状が長期にわたって続く。重篤化すると気管支に痰がつまり、血中酸素飽和度が下がることで、全身症状（めまい・下痢・倦怠感など）にもつながっていく。
呼吸器専門医師以外には、まだあまり知られておらず、一般の診療所などではただの風邪や喘息、PIE症候群と誤診されることもある。診断基準も確立していない。一般的には胸部X線やCTの画像診断、血中のIgE濃度のチェック、好酸球増加症 (eosinophilia) の診断、喀痰培養 (sputum culture) （痰中の細菌の培養）をしてグラム染色をして診断することが多い。生体組織診断が必要となる場合もある。対症療法ではあるが、副腎皮質ホルモンや抗真菌薬の投与が効果がある。

## 症状
ABPAの患者の症状は、ぜいぜいと息をする (Wheeze) 、咳が出る、呼吸困難、運動能力の低下 (exercise intolerance) などであり、気管支喘息との区別がつきにくい。また、痰が出やすくなり、血痰や喀血を伴う咳が出やすく、周期的に発熱あるいは熱っぽくなることから、気管支拡張症とも間違われやすい。嚢胞性線維症と間違われることもある。これらの症状とABPAの違いは、ABPAでは好酸球の増加 (eosinophilia) が起こりやすく、また、抗生物質で症状が改善されやすいことである。

## 診断
血液検査：
- 全血中の好酸球が常時10%以上あり、血漿中のIgEが1000ng/mlを超えた場合、ABPAである可能性が高い。

胸部X線：
- 肺に靄や組織の崩れが見られる。
- 気管支の壁の模様が不明瞭となる。
- 末梢部に影が見られる。
- 中央部を中心に気管支拡張症の症状が見られる。

アスペルギルス症検査：
- 血清アスペルギルス沈降抗体の陽性率が80%である[1]。
- アスペルギルス属の菌に対するIgE RAST検査 (RAST test) で基準値を上回る率は60%である[1]。
- Aspergillus fumigatusで皮膚プリックテスト (Skin prick test) をした時に陽性反応を示す。
- 喀痰培養でアスペルギルス属の菌が見つかる確率は80%である[1]。

## 治療
根本的な治療方法はなく、重篤化しないような症状管理が主な治療となる。以下は菌に対する免疫反応を抑制し、気管支の状態をよくするための対症療法である。
- 免疫反応を押さえるためには、副腎皮質ホルモンを飲み薬として摂取するのが良い：症状が出ているときにはプレドニゾロン (prednisolone) かプレドニゾン (prednisone) を多めに（目安として1日あたり30～45ミリグラム）摂取する。症状が抑えられているときには少なめに（目安として1日あたり5～10ミリグラム）摂取する。
- 気管支につまった粘液を吸引で除去する。
- 抗真菌剤であるイトラコナゾール (itraconazole) をステロイドと併用すると症状が改善することもある。
- 胸部X線撮影、肺機能テスト (spirometry) 、血漿中のIgE量のチェックを定期的に行うのが望ましい。
- 症状に先立って血中の抗体量が変化するので、減少すれば改善、増加すれば症状の予兆となる。
- イトラコナゾールに代わる新規抗真菌剤であるミカファンギン (Micafungin) で症状が改善することもある[1]。

アスペルギルス症に関する非営利のサイトAspergillus WebsiteのTreatment SectionでABPAの詳しい情報を得ることができる。

## 疫学
ABPAがどのくらい流行しているかを統計的に調べるのは難しい。それは、ABPAの診断法が確立されておらず、ABPAであっても正しく診断されていないケースが多いためである。先述したように、その他の気管支肺症、とりわけ気管支喘息や嚢胞性線維症と誤診されていることが多い。推定では、喘息症状を持つ患者の0.5～2%ぐらいがABPA、1～15%ぐらいが嚢胞性線維症と考えられている。

## 感染経路
理由はまだよく分かっていないが、アレルギー性気管支肺アスペルギルス症の患者は過敏症 (hypersensitivity response) になる傾向があり、アトピー性皮膚炎を伴いIgEが増えるI型 (type I hypersensitivity) と、IgGが増えるIII型 (type III hypersensitivity) の2つの徴候を示す。IgEがアスペルギルス属の菌に対する抗原として働くと、肥満細胞の脱顆粒化 (degranulation) が起こって気管支収縮 (bronchoconstriction) となり、さらに毛細血管の透過性 (Vascular permeability) が増える。それにIII型の抗体反応が合わさって、肥満細胞は気道の粘膜に残り続けるため、組織が壊死を起こし、好中球が浸透しやすくなる。2型のTh2細胞がインターロイキン4 (interleukin 4) 、5 (interleukin 5) 、8 (interleukin 8) を放出し、それに引き寄せられた好中球が重要な役割を果たしていると考えられる。
体内での振る舞いがある程度分かっているのにもかかわらず、アスペルギルス菌が気道にどのようにして侵入してくるのかはよく分かっていない。免疫細胞から放出されたプロテアーゼと菌から放出された毒素により、気管の表面が傷むことで気管支拡張症となり、そこから侵入するという考えが有力である。治療をせずに放置すると進行性の間質性肺炎となり、結核に似たX線画像所見となる。この説によると、肺浮腫 (Bronchospasm) により気道中の粘液が増え、それが気道の末端を塞ぎ、気管支拡張症になるということになる。

## 支援活動
イギリスのウェブサイトAspergillus WebsiteのPatients Websiteでは子供の患者の親に対する支援活動を行っており、Aspergillus Supportでも活発な患者の支援活動を行っている。